# Michele Ceriana Mayneri
Michele Ceriana Mayneri (Torino, 14 marzo 1861 – Torino, 13 agosto 1930) è stato un politico e calciatore italiano, di ruolo attaccante.

## Biografia
Industriale nel settore della seta e banchiere, Ceriana Mayneri fu uno dei fondatori della FIAT nel 1899.
Giocò nel Torinese nel primo campionato italiano di calcio, disputatosi nel 1898, venendo eliminato con il suo club nelle semifinali del torneo.
Dal 1904 al 1909 fu deputato durante la XXII legislatura del Regno d'Italia.